# Institutul de Cercetare-Dezvoltare pentru Apicultură
Institutul de Cercetare-Dezvoltare pentru Apicultură (ICDA) este o unitate de cercetare fundamentală și aplicată în domeniul apicultură din România. Este o unitate de cercetare-dezvoltare de drept privat, aparținând de Asociația Crescătorilor de Albine din România.